# Laco Takács
Ladislav „Laco” Takács (ur. 15 lipca 1996 we Franciszkowych Łaźniach) – czeski piłkarz grający na pozycji defensywnego pomocnika, zawodnik Slavia Praga (wypożyczony z FK Mladá Boleslav).

## Życiorys
W piłkę nożną zaczął grać w wieku siedmiu lat we Franciszkowych Łaźniach, a następnie w FK Teplice.
W przerwie zimowej sezonu 2013/14 po raz pierwszy został powołany do drużyny seniorskiej FK Teplice, gdzie 10 marca 2014 mając 17 lat zadebiutował przeciwko Slavia Praga (wygrana 1:0) w rozgrywkach 1. česká fotbalová liga, trener Zdeněk Ščasný wysłał go na boisko pod koniec meczu.
W sierpniu 2015 nie zmieścił się w składzie drużyny FK Teplice i został wypożyczony do Baník Sokolov, umowa do 31 grudnia 2015. W przerwie zimowej sezonu 2015/16 przeniósł się do FK Mladá Boleslav.
3 września 2019 został wypożyczony do Slavia Praga z opcją kupna, umowa do 31 grudnia 2019.